# Outro País: Memórias, Sonhos, Ilusões… Portugal 1974/1975
Outro País: Memórias, Sonhos, Ilusões... Portugal 1974/1975 (port. für: „Ein anderes Land: Erinnerungen, Träume, Illusionen... Portugal 1974/1975“), kurz Outro País, ist ein Dokumentarfilm des portugiesisch-französisch-brasilianischen Regisseurs Sérgio Tréfaut aus dem Jahr 2000.

## Handlung
Der Film geht der Frage nach, wie die zahlreichen Regisseure und Fotoreporter die Nelkenrevolution in Portugal am 25. April 1974 und die folgenden Ereignisse in Erinnerung haben, über die sie damals berichteten.
Dazu stellt er in Archivaufnahmen kurz die Vorgeschichte und danach den Ablauf der Revolution dar, und es äußern sich dazu eine Reihe ausländischer Zeitzeugen. Darunter sind der brasilianische Fotoreporter Sebastião Salgado und seine Frau Lélia, der US-amerikanische Regisseur Robert Kramer, der deutsch-französische Filmemacher Thomas Harlan, der schwedische Film- und Fernsehregisseur Pea Holmquist, die damalige Fotoreporterin und heutige Modefotografin Dominique Issermann, und die beiden französischen Regisseure Michel Lequenne und Daniel Edinger. Sie berichten von ihren Erlebnissen und ihren Eindrücken, die bei teils mehreren Besuchen in Portugal vor, kurz später, und einige Jahre nach der Revolution von deren Fortgang und Entwicklung zeugen. Immer wieder werden auch Ausschnitte aus einer Reihe internationaler Dokumentationen der Nelkenrevolution gezeigt, insbesondere von Glauber Rocha, Robert Kramer, Santiago Álvarez, Thomas Harlan und aus der Sowjetunion.
Regisseur Tréfaut zeigt in dem Film insbesondere, wie überrascht und begeistert die Regisseure und Fotoreporter waren, als sie in Portugal die Dynamik und tiefgreifende soziale Kraft der Revolution in den Jahren 1974 bis 1975 antrafen, aber auch, wie die Revolution im Spannungsfeld des Kalten Kriegs aufgehalten wurde und im Wesentlichen unbeachtet blieb. Thomas Harlan etwa zeigt sich hier enttäuscht darüber, dass die Welt nicht erfasst hat, welcher bemerkenswerte Unterschied zwischen der Rolle des Militärs beim antidemokratischen Putsch Pinochets in Chile 1973 und der außergewöhnlichen Handlung des Militärs in Portugal 1974 lag, wo die Armee die semifaschistische Estado Novo-Diktatur beendet und das ganze Land in Richtung einer sozialistischen Demokratie unterstützte.

## Rezeption
Der Film wurde unter seinem internationalen Titel Another Country auf zahlreichen internationalen Filmfestivals gezeigt, wo er den Golden Gate Award beim San Francisco International Film Festival und die Auszeichnung als beste portugiesische Dokumentation beim Malaposta-Filmfestival gewann.
Outro País erschien 2014 in Portugal auf DVD.